# Karl Glaubauf
Karl Anton Glaubauf (* 7. April 1948 in St. Pölten; † 31. März 2015 in Herzogenburg) war ein österreichischer Historiker und Germanist.
Glaubauf besuchte das Humanistische Gymnasium Krems in Krems an der Donau und maturierte 1967. 1970 bis 1977 folgte ein Lehramts- und Doktoratsstudium (Deutsche Sprache und Geschichte) an der Universität Wien. 1977 erfolgte seine Promotion.
Von 2008 bis 2015 war er ehrenamtlicher Wikipedia-Autor.

## Schriften
- Bismarck und der Aufstieg des deutschen Reiches in der Darstellung Heinrich Friedjungs. Historiographische Fallstudie. Dissertation Universität Wien, Wien 1979.
- Die Volkswehr 1918–1920 und die Gründung der Republik. Stöhr, Wien 1993, ISBN 3-901208-08-9.
- Robert Bernardis. Österreichs Stauffenberg. Selbstverlag, Statzendorf 1994. OCLC 36879808
- Generalmajor Erwin Lahousen, Edler von Vivremont. Ein Linzer Abwehroffizier im militärischen Widerstand. in: Dokumentationsarchiv des österreichischen Widerstandes – Jahrbuch 2000. Wien 2000. S. 7–32.
- Oberst i.G. Heinrich Kodré. Ein Linzer Ritterkreuzträger im militärischen Widerstand. in: Jahrbuch des Dokumentationsarchiv des österreichischen Widerstandes 2002. Wien 2002, S. 41–68.
- mit Karl-Reinhart Trauner: Robert Bernardis (1908–1944), Österreichs Stauffenberg zum ehrenden Gedenken anläßlich seines 100. Geburtsjubiläums. Mit einer Einführung von Bundespräsident Heinz Fischer. Hg.: Evangelische Kirche A.u.H.B. in Österreich, Wien 2008.
- mit Franz Mrskos und SPÖ Herzogenburg: 125 Jahre Sozialdemokratie und Arbeiterbewegung für Herzogenburg. 125-jähriges Parteijubiläum 2013, SPÖ Herzogenburg, Herzogenburg 2013. OCLC 897009019
- mit Stefanie Lahousen: Generalmajor Erwin Lahousen, Edler von Vivremont. Ein Linzer Abwehroffizier im militärischen Widerstand. (= Schriftenreihe des Dokumentationsarchiv des österreichischen Widerstandes zu Widerstand, NS-Verfolgung und Nachkriegsaspekten Band 2). Lit, Münster 2005, ISBN 3-8258-7259-9.